# Anthony Keyvan
Anthony Keyvan, né le 13 août 2000 à Long Beach (Californie), est un acteur américain. Il est notamment connu pour Love, Victor et XO kitty.

## Biographie
Il est d'origine philippine et iranienne.

## Filmographie

### Cinéma
- 2010 : The Space Between : Omar
- 2020 : Two Eyes : Sal

### Télévision

#### Séries télévisées
- 2009 : Lost : Les disparus : Sayid, jeune
- 2010 : iCarly : Jake
- 2011 : Grey's Anatomy : Miguel
- 2011 : US Marshals : Protection de témoins : Vikram Kumar
- 2011 : New York, unité spéciale : Arturo Rivera (saison 13, épisode 3)
- 2012 : La diva du divan : Mukesh Jeevan
- 2013 : Twisted : Danny à 11 ans (4 épisodes)
- 2013 : Once Upon a Time in Wonderland : Jafar, jeune (2 épisodes)
- 2014 : Bad Teacher : Parker (2 épisodes)
- 2015 : NCIS: Enquêtes spéciales : Elan Ghorbani
- 2015 : Bella et les Bulldogs : Tanner
- 2015–2016 : Bienvenue chez les Huang : Chris (2 épisodes)
- 2017 : Major Crimes : Lucas Garza (2 épisodes)
- 2018–2020 : Alexa et Katie : Nathan
- 2019 : Schooled : Don
- 2021 : The Rookie : Le Flic de Los Angeles : Diego de La Cruz (2 épisodes)
- 2021 : Love, Victor : Rahim (6 épisodes)
- 2021–2022 : Generation : Pablo (2 épisodes)
- depuis 2023 : XO, Kitty : Q

#### Téléfilms
- 2018 : Kansas City : Jamaal[3]
- 2020 : Close Up : Jeremy[4]